# Edna Campbell
Edna Campbell (Filadélfia, nascida a 26 de Novembro de 1968) é uma jogadora de basquetebol feminino reformada que jogou na Associação Nacional de Basquetebol Feminino dos EUA (WNBA). Jogou no Sacramento Monarchs, bem como em três outras equipas, é conhecida por ter continuado a jogar apesar de ter de câncer de mama . Em 2004, ela foi eleita A Mulher do Mês pelo National Women's History Project . Campbell nasceu em Filadélfia, no estado da Pensilvânia, nos EUA .

## Anos de faculdade
A carreira universitária de Campbell começou na Universidade de Maryland, College Park, mas alcançou o  sucesso na equipa feminina da Universidade do Texas, que era conhecida como Lady Longhorns e onde foi nomeada Revelação do Ano pela Southwest Conference em 1990. Ela formou-se em 1991, enquanto fez parte da equipa esta bateu o recorde de vitórias.

## Basquetebol norte-americano
Campbell foi nomeada para a equipa que representou os EUA na competição William Jones Cup de 1987, em Taipei (Taiwan). A equipa venceu os sete jogos necessários para conquistar a medalha de ouro do evento. Os EUA estavam a perder no intervalo do jogo de abertura contra o Japão, mas venceram na segunda parte graça aos 15 pontos ganhos por Campbell. Ela manteve uma média de 9,7 pontos por jogo durante os sete jogos e foi nomeada para a equipa que jogava em de todos os torneios.
No ano seguinte, em 1988, Campbell foi nomeada para a equipa da Jones Cup. A equipa dos EUA não teve tanto sucesso nesta taça, com um recorde de 3-2, garantiu o suficiente para ganhar a medalha de prata. A média dela por jogo foi de 5,6 pontos e empatou na liderança da equipe com 15 roubos de bola. Campbell foi seleccionada para representar os EUA nos Jogos Pan-americanos Femininos dos EUA de 1995, no entanto, como apenas quatro equipas se comprometeram a participar o evento foi cancelado.
Campbell foi nomeada para a selecção dos EUA em 1998. A selecção norte-americana, viajou para Berlim (Alemanha) em Julho e Agosto de 1998 para o Campeonato Mundial da Fiba. A equipa dos EUA venceu o jogo de abertura contra o Japão 95-89  os outros próximos seis jogos. Na semifinal contra o Brasil, a equipa dos EUA estava a perder por dez pontos na primeira parte, mas acabaram por vencer. O jogo para a medalha de ouro foi uma vingança contra a Rússia. No primeiro jogo, a equipa norte-americana dominou o jogo praticamente desde o início, mas a equipa russa acabou por assumir a liderança. A menos de dois minutos do final, os EUA estavam a perder por dois pontos, mas conseguiram dar a volta ganharam a medalha de ouro por 71-65. Campbell jogou durante pouco tempo, mas obteve dois roubos de bola.

## Carreira ABL
Campbell jogou pelo clube Colorado Xplosion na American Basketball League (ABL) de 1996 a 1999.

## Carreira WNBA
Campbell foi a décima a ser escolhida, tendo sido seleccionada pelo Phoenix Mercury durante recrutamento de 1999 da WNBA, no ano seguinte foi recrutada pelo Seattle Storm.
No ano seguinte, o Storm escolheu Lauren Jackson como sua primeira estrela, e Campbell foi negociada com o Sacramento Monarchs e trocada por Katy Steding. Em 2002, durante a segunda das suas quatro temporadas em Sacramento, foi diagnosticada com cancro da mama. Recebeu tratamento e regressou no jogo final do Monarchs contra o Seattle durante a temporada de 2002.
Campbell continuou a jogar apesar do  diagnóstico e tornou-se um símbolo para as sobreviventes da doença. Ela tornou-se na porta-voz nacional da WNBA pela sua luta anti-cancro em conjunto com a Susan G. Komen Breast Cancer Foundation. Ela recebeu o Prémio Kim Perrot de Desportivismo atribuído pela liga em 2003.
Campbell assinou um contrato com o clube San Antonio Silver Stars em 2005. Ela jogou com o Silver Stars naquela temporada, antes de anunciar que se ia reformar da WNBA, em 28 de Fevereiro de 2006.
Durante a temporada da WNBA de 2006, que comemorou os nove anos de existência da liga, o regresso de Campbell após o cancro da mama foi nomeado pelos fãs como o momento Mais Inspirador e um dos quatro melhores  Aniversários da WNBA.

## Vida depois do basquetebol
Pouco depois de se aposentar do basquetebol, foi contratada como comentadora televisiva dos jogos da equipa San Antonio Silver Stars durante a temporada de 2006 da WNBA. Edna formou-se em enfermagem em 2008.
Fundou o programa Breathe and Stretch que procura ajudar sobreviventes do cancro da mama a recuperarem.
Em 2017, Edna foi incluída no Multi-Ethnic Sports Hall of Fame.

## Obra
Escreveu o livro "The Breast Cancer Recovery Manual", publicado em 2012 pela Createspace Independent Publishing Platform.